# Gatály
Gatály este o arie protejată (arie specială de conservare — SAC, sit de importanță comunitară — SCI) din Ungaria întinsă pe o suprafață de 713,55 ha, integral pe uscat.

## Localizare
Centrul sitului Gatály este situat la coordonatele 47°14′51″N 21°08′03″E / 47.2475°N 21.134167°E.

## Înființare
Situl Gatály a fost declarat sit de importanță comunitară în mai 2004 pentru a proteja 1 specie de plante și 5 specii de animale. Situl a fost protejat și ca arie specială de conservare în februarie 2010.

## Biodiversitate
Situată în ecoregiunea panonică, aria protejată conține 1 habitat natural: Stepe și mlaștini sărate panonice.
La baza desemnării sitului se află mai multe specii protejate:
- plante (1): Cirsium brachycephalum
- amfibieni (2): buhai de baltă cu burta roșie (Bombina bombina), triton cu creastă dobrogean (Triturus dobrogicus)
- mamifere (1): popândău comun (Spermophilus citellus)
- nevertebrate (2): Gortyna borelii lunata, fluturele purpuriu (Lycaena dispar)